# Młodzieżowe mistrzostwa Polski w szachach
Młodzieżowe mistrzostwa Polski w szachach – turnieje szachowe, mające na celu wyłonienie medalistów mistrzostw Polski w kategorii do 23 lat, rozgrywane systemem szwajcarskim w latach 1986–1989. Podczas ostatniej edycji rozegrano jeden turniej z oddzielną klasyfikacją dla kobiet.

## Medaliści młodzieżowych mistrzostw Polski
| Lp | Rok  | Miasto    | Mężczyźni                                                   | Miasto    | Kobiety                                                     |
| -- | ---- | --------- | ----------------------------------------------------------- | --------- | ----------------------------------------------------------- |
| 1  | 1986 | Augustów  | 1. Marek Matlak 2. Jarosław Sendera 3. Mirosław Jaworski    | Augustów  | 1. Izabela Łaszewska 2. Joanna Strzałka 3. Ewa Kaczmarek    |
| 2  | 1987 | Olsztyn   | 1. Dariusz Szopka 2. Tadeusz Juroszek 3. Waldemar Kozłowski | Augustów  | 1. Czesława Grochot 2. Ewa Kaczmarek 3. Jolanta Leszczyńska |
| 3  | 1988 | Kielce    | 1. Jacek Woda 2. Jarosław Sendera 3. Aleksander Czerwoński  | Nowy Sącz | 1. Bożena Rzeczycka 2. Joanna Strzałka 3. Izabela Łaszewska |
| 4  | 1989 | Leszczyny | 1. Zbigniew Pyda 2. Klaudiusz Urban 3. Jan Pisuliński       | Leszczyny | 1. Czesława Grochot 2. Izabela Siekańska 3. Ewa Wierzbicka  |